# Herta Pammer
Herta Pammer (* 21. Juni 1905 in Wien; † 25. Dezember 1995), geborene Hiltl, war von 1957 bis 1978 Vorsitzende der Katholischen Frauenbewegung Österreichs und 1958 Initiatorin der Aktion Familienfasttag. Ihr Ur-Ur-Großvater war der Fleischhauer und Bankier Josef Ettenreich, der Lebensretter von Kaiser Franz Joseph I. beim versuchten Attentat auf Kaiser Franz Joseph I. 1853.

## Leben und Wirken

### Ausbildung und ehrenamtliches Engagement
Pammer wurde als Tochter eines Obersts der Kavallerie in der Gemeinsamen Armee geboren und verbrachte die ersten Lebensjahre in verschiedenen Garnisonsstädten der österreichisch-ungarischen Monarchie.
Nach Ende des Ersten Weltkrieges übersiedelte die Familie nach Innsbruck, wo sie, ebenso wie ihre Zwillingsschwester Eleonora Hiltl maturierte. Sie erhielt eine kaufmännische Ausbildung und war ab 1922 im Verlagswesen und als Bilanzbuchhalterin in einem Reisebüro tätig.
Sie heiratete 1935 den Juristen Maximilian Pammer und übersiedelte nach Wien, wo ihr Gatte eine im Bundeskanzleramt angestellt wurde und mit der Observierung illegaler Nationalsozialisten betraut wurde. Nach der Machtübernahme durch die Nationalsozialisten wurde dieser 1938 bis 1939 in das Konzentrationslager Dachau deportiert und sie musste alleine für die beiden 1936 und 1937 geborenen Söhne sorgen. Kaum zurück aus dem Konzentrationslager wurde er zur deutschen Wehrmacht einberufen. 1940 kam die Tochter Elisabeth zur Welt.
Nach Kriegsende engagierte sie sich beim Aufbau des aktiven Pfarrlebens in der Pfarre St. Othmar im 3. Wiener Gemeindebezirk und war bereit, am Aufbau einer gesamtösterreichischen Frauenbewegung mitzuarbeiten, während ihr Mann als Beamter im Innenministerium mit dem Aufbau der österreichischen Staatspolizei (heute Bundesamt für Verfassungsschutz und Terrorismusbekämpfung) beauftragt war.
1957 wurde sie zur Vorsitzenden der Katholischen Frauenbewegung Österreichs gewählt und sie übte dieses Amt bis 1978 aus. Gleichzeitig fungierte sie von 1957 bis 1968 als Diözesanleiterin der Katholischen Frauenbewegung Wiens.
Unter ihrer Führung trat die Katholische Frauenbewegung Österreich 1971 zum Weltgebetstag der Frauen bei, das ist die älteste ökumenische Laienbewegung in etwa 180 Ländern, die im Sinne des II. Vatikanischen Konzils ein ökumenisches Engagement aller Katholiken fordert.
Sie wurde am Ottakringer Friedhof bestattet.

### Entwicklungspolitische Initiativen
Ihr entwicklungspolitisches Engagement führte 1958 zur Einführung der Aktion Familienfasttag, um Hunger und Not in Entwicklungsländern entgegenzutreten. Die erfolgreiche Spendenaktion war damals europaweit die erste große kirchliche Aktion gegen den Hunger der Welt und bezweckte neben der Aufbringung finanzieller Mittel die Information der Menschen in den Wohlstandsländern, den Aufruf zu Verzicht aus christlicher Nächstenliebe und die Bereitstellung konkreter Hilfe in Entwicklungsländern als Hilfe zur Selbsthilfe.
Ergänzend dazu wurde eine Stipendienaktion beschlossen, die qualifizierten Akademikerinnen und Akademikern aus Entwicklungsländern ein Spezialstudium in Österreich und jungen Menschen ein Grundstudium in ihren Heimatländern ermöglichen sollte.
Sie arbeitete in einer Reihe von Gremien mit:
- Koordinierungsstelle der Österreichischen Bischofskonferenz für Entwicklungsförderung und Mission (Initiative zur Gründung und Leitung von 1964 bis 1982)
- Österreichisches Entwicklungshilfekonzept im Auftrag von Bundeskanzler Bruno Kreisky und 1971 Gründung des Entwicklungspolitischen Beirates
- CIDSE (Internationale Arbeitsgemeinschaft für Entwicklung und Solidarität)
- Justitia et Pax (Österreich) (Aufbau und Leitung von 1969 bis 1986)
- Afro-Asiatisches Institut (Mitarbeit ab der Gründung, Einsatz für interreligiösen Dialog)

## Herta-Pammer-Preis
Der Preis wurde in Würdigung der Verdienste der Namensgeberin im Bereich der Entwicklungsförderung und Frauenbildung seit 1997 alle zwei Jahre unter dem Motto Frauen fördern Frauen vergeben. Die Ausschreibung erfolgt abwechselnd für Arbeiten aus den Bereichen Bildung, Publizistik und Wissenschaft. Die Summe der vergebenen Preise beträgt 7.000 Euro und wird aus der Aktion Familienfasttag finanziert.

## Auszeichnungen und Würdigungen
- Großes Ehrenzeichen für Verdienst um die Republik Österreich (1978)
- Orden des Hl. Gregorius
- Namensgeberin für den Herta-Pammer-Preis (1997)
- Namensgeberin für den Herta-Pammer-Weg (Wien, 9. Bezirk, seit 11. Juni 2013)

## Publikationen
- Die Katholische Frauenbewegung Österreichs – Dokumente und Erinnerungen 1945 bis in die 90er Jahre, Wien 1995.